# Imeroherpiidae
De Imeroherpiidae is een familie van weekdieren uit de orde Sterrofustia.

## Geslacht
- Imeroherpia Salvini-Plawen, 1978